# .STAP
.STAP（ドット・スタップ）は、日本のプロレス団体アイスリボンに所属する成宮真希（当時）と世羅りさがかつて組んでいたタッグチーム。由来はSTAP細胞から。スタップだけだといろいろ引っかかるので、前にドットをつけている。

## 歴史
2014年
- 1月4日、横浜ラジアントホール大会で、2013年12月31日の後楽園で藤本つかさの持つICE×∞王座ベルトこそ奪えなかったものの確実にステップアップした成宮が、世羅とのタッグで2014年第1戦に臨み、そこから始動したタッグである。
- 1月18日、アイスリボン530の次期リボンタッグ王座挑戦者決定トーナメント1回戦で、成宮と世羅は松本都&紫雷美央の親友タッグと対戦し、世羅が松本からダイビングダブルニードロップで勝利する。
- 1月29日、アイスリボン531で次期リボンタッグ王座挑戦者決定トーナメント決勝戦として星ハム子&つくしのタッグと対戦し、世羅がつくしからダイビングダブルニードロップで勝利する。
- 2月1日、アイスリボン533でチェリー&新田猫子との曲者コンビとの対戦に臨み、成宮が猫子からそぎゃん返しで勝利したあとタッグチーム名を発表した。
- 2月8日、アイスリボン534でくるみ&優華のタッグに、世羅が優華からセラリズムバスターで勝利する。
- 2月9日、大阪リボン2014で志田光&星ハム子のタッグに、成宮がハム子からそぎゃん返しで勝利する。
- 2月11日、アイスリボン536で藤本つかさ&つくしのドロップキッカーズから、成宮がカニばさみの要領で固定して丸め込む新技でつくしから勝利する。
- 2月15日、仙台リボン2014のインターナショナルリボンタッグ選手権試合で、王者である藤本つかさ&志田光のマッスルビーナスと対戦。藤本のビーナスシュートで世羅が敗れる。この試合後もタッグは継続することになった。
- 3月15日、アイスリボン544の仙台リボン2014以来のタッグとなった試合で、星ハム子&235とのタッグに、成宮がランニングユルネバで235から勝利する。試合後成宮は「今の自分の中で世羅以外の人間と組んで勝てるとは思っていません。」と世羅への思いを語った。
- 3月30日、後楽園ホールで行われるアイスリボンマーチ・2014のメインで、8度の防衛を果たし退団する志田が返上し空位になっているインターナショナルリボンタッグ選手権王者決定戦として、つくし&くるみと対戦することが決定した。試合は成宮がつくしから勝利し初戴冠となった。
- 5月6日、横浜ラジアントホールでのGWプロレス祭りで内藤メアリ&新田猫子と防衛戦を行い成宮が新田にランニング式のユルネバを決め勝利し初防衛。
- 6月7日、アイスリボン旗揚げ8周年記念「北沢タウンホール大会」でらぶりーぶっちゃーずと2度目の防衛戦を行う。試合は世羅が宮城もちにダイビングダブルニードロップを決めて勝利。
- 6月29日、REINA新木場大会で真琴と小林香萌を相手に3度目の防衛。
- 7月21日、横浜リボン2014夏で優華と紫雷美央のタッグを相手に4度目の防衛。
- 8月10日、世羅りさ地元凱旋興行世羅リボンで星ハム子とくるみを相手に5度目の防衛。
- 9月15日、横浜リボン2014秋でつくしとJWPのラビット美兎とのタッグ春兎を相手に6度目の防衛。
- 11月24日、チェリーと内藤メアリの日本トシキテル連合を相手に7度目の防衛。またこの防衛戦は成宮がメキシコ遠征中に決まった。
- 12月30日、後楽園ホールでのRIBBON MANIA2014でくるみと優華のエンジェルナッツを相手に8度目の防衛。

2015年
- 1月12日、新春横浜リボンでチェリーと伊東竜二のタッグを相手にハードコアで対戦し9度目の防衛。またマッスルビーナスの持つ最多防衛記録に並んだ。また世羅はお好み焼きのへらと柿の殻の2つ。成宮は酒瓶のようなクラッカーと番傘の2つを凶器として使用した。
- 3月21日、後楽園ホール大会での防衛戦にて紫雷美央&つくし組に敗北、防衛回数は9でストップ。成宮が「次の大阪大会をもって.STAPを解散する」と発言。
- 3月21日、大阪リボン2015にて木高イサミ&宮本裕向のヤンキー二丁拳銃とハードコアマッチで対戦し敗北。この試合をもって.STAPは解散となった。

2016年
- 3月12日、アイスリボン後楽園ホール大会で寿引退を前に再び参戦する成宮と.STAPを再結成し、藤本つかさ&中島安里紗のベストフレンズとインターナショナル・リボンタッグ王座をかけて対戦するも敗北。.STAPは再び解散。

## メンバー
- 成宮真希
- 世羅りさ

## タイトル歴
- 第33代インターナショナルリボンタッグ王座

## 入場曲
- 大冒険☆（仮面女子）